# マーキュリック・ダンス
『マーキュリック・ダンス 〜躍動の踊り』（MERCURIC DANCE）は日本のミュージシャン、細野晴臣の11作目のオリジナルアルバム。

## 概要
- 細野が1984年に発足させたモナドレーベルから発売された。細野は本作と『コインシデンタル・ミュージック』、『パラダイスビュー』、『エンドレス・トーキング』のことを「観光音楽」と呼んでいる。
- 奈良県天川村を舞台にした同名映像作品のサウンドトラックとして制作された。1984年4月28日に荒井唯義との連名でビデオが発売されていたが、現在は廃盤となっている。
- タイトルは紀伊、上州、長野などの水脈をたどり、水銀の錬金術的エネルギーを水銀の精であるマーキュリーに象徴化し、その躍動性という意味から名付けられた[1]。
- パーカッションを担当した原田悠仁を除き、演奏はほとんどが細野によるものである。
- A面は天川〜戸隠サイド、B面は鹿島〜東京サイドと分けられており、A面、B面を比べて聴くとやや作風が違うように聴こえる。A面は戸隠の山中で録音され、B面は東京のスタジオで録音された。
- 1996年のCD化を最後に長らく再発されなかったが、2008年にタワーレコード限定で紙ジャケットとして再発された。

## 収録曲
全作曲・編曲：細野晴臣

### A面 天川〜戸隠サイド
1. 水と光 太陽（SUNNYSIDE OF THE WATER 日）
2. 水銀 〜躍動の踊り 水星（MERCURIC DANCE 水）
3. 美の生成 金星（FORMATION OF THE VENUS 金）
4. 大地へ 地球（DOWN TO THE EARTH 土）
5. 火の化石 〜五十鈴 火星〜木星（FOSSIL OF FLAME 火）

### B面 鹿島〜東京サイド
1. 水晶の演技 冥王星（PREPARED QUARTZ 冥）
2. 龍の道 海王星（SEA OF TAU 海）
3. 風の国 月（WINDY LAND 風）
4. 空へ 真空（TO THE AIR 空）